# Universidad Nacional de General Sarmiento
Die Universidad Nacional de General Sarmiento (UNGS) ist eine 1992 gegründete, öffentliche argentinische Universität.

## Name
Benannt ist sie nach der ehemaligen Verwaltungseinheit von Groß-Buenos-Aires General Sarmiento, der heute in José C. Paz, Malvinas Argentinas und San Miguel aufgeteilt ist. Die Gebäude befinden sich nun in der Provinz Malvinas Argentinas und werden von etwa 8000 Studenten besucht (Stand 2004). Die Universität ist Partneruniversität u. a. der Fachhochschule Kaiserslautern.

## Fächer
Die Universität bietet Magister- sowie Lehramtsabschlüsse in Geschichtswissenschaft, Pädagogik, Philosophie, Kommunikation, Politikwissenschaft, Städteplanung, Wirtschaft, Mathematik, Physik und Ingenieurwesen. Am „Instituto de desarollo humano“ sowie in den „Sciencias“ sind Doktorate möglich.